# 冨岡美沙子
冨岡 美沙子（とみおか みさこ、8月13日 - ）は、日本の女性声優。高知県出身。アクロス エンタテインメント所属。

## 人物
高知県内の高校を卒業後、青二塾東京校に入学し、第28期卒業。2008年4月から2011年12月31日まで、青二プロダクション（ジュニア）に所属。6か月のフリー期間を経て、2012年7月1日からアクロス エンタテインメント（預かり）所属。
趣味はライブに行くこと、ネイルアート、音楽鑑賞、映画鑑賞、読書。

## 出演
太字はメインキャラクター。

### テレビアニメ
2008年
- ヒャッコ（クラスメイトD）
- ねぎぼうずのあさたろう（男の子、女中、店員、娘 他）　

2009年
- あにゃまる探偵 キルミンずぅ（熊井戸サヤカ、ルカ、女性、若者）
- 怪談レストラン（2009年 - 2010年、早瀬、井上智子、女の子）
- 川の光（子ネズミ）
- ONE PIECE（少女、女戦士、娘）

2010年
- 食パンミミー（プチトマちゃん）

2012年
- さくら荘のペットな彼女（女子B）
- BRAVE10（女中頭）

2013年
- 義風堂々!! 兼続と慶次（赤ん坊）
- サムライフラメンコ（女子A）

2014年
- アイカツ!（2014年 - 2016年、姫里マリア、内田朱里、幽木れいか、女性キャスター、女子学生 他）
- ガンダムビルドファイターズトライ（校内アナウンス）
- 星刻の竜騎士（女子生徒）
- ノラガミ（2014年 - 2015年、生徒E、天つ守三役奥司） - 2シリーズ
- Persona4 the Golden ANIMATION（清楚な女性）
- 魔法少女大戦（ずんだ、八雲陽那、おたべっち、女子中学生C、女の子）
- ラブライブ!（放送部員B）
- デュエル・マスターズ シリーズ（2014年 - 2022年、有栖川アリス、ヘレン、フレフレ・ピッピー、テック、トテント、ももママ 他） - 7シリーズ

2015年
- 攻殻機動隊 ARISE ALTERNATIVE ARCHITECTURE（オペ子A）
- ベイビーステップ（審判、難波江〈少年〉、マリ）

2016年
- 学園ハンサム（客、アナウンサー、見知らぬ女性、子供1）
- カミワザ・ワンダ（ガーゼミン、ドリルミン、レコミン、シュガミン、兄マップミン 他）
- シュヴァルツェスマーケン（オペレーター）
- 双星の陰陽師（胡花、柴島奏、三木閉ヒカリ、柏原遥、音海紫 他）
- ハイキュー!! セカンドシーズン（アカネ）

2017年
- スクールガールストライカーズ Animation Channel（不知火ハヅキ）
- 弱虫ペダル NEW GENERATION（女子生徒）
- ACCA13区監察課（ラルース）
- 100%パスカル先生（ちか）
- 境界のRINNE（仮家ユミ）
- ベイブレードバースト ゴッド（アーサー・ロレンス）
- 干物妹!うまるちゃんR（田辺）
- 鬼灯の冷徹（2017年 - 2018年、お姉さん、モラル、エンジェル朱色、甜瓜） - 2シリーズ

2018年
- BEATLESS（紅霞、量産型紅霞） - 2シリーズ
- ブラッククローバー（2018年 - 2020年、生徒、マルコ、ドミナント・コード）
- アイカツフレンズ!（2018年 - 2019年、井上いろは、海老原なこ、アイドル、客、中等部1年生 他） - 2シリーズ

2019年
- 鬼滅の刃（トキエ）
- ワンパンマン（ガンリキ、女性職員）
- アイカツオンパレード!（2019年 - 2020年、生徒、観客、子供、姫里マリア、海老原なこ 他）

2020年
- 異種族レビュアーズ（ルクス）
- ドラえもん（テレビ朝日版第2期）（女の子）
- 池袋ウエストゲートパーク（カズシ）

2021年
- アイカツプラネット!（観客、参加者）
- 聖女の魔力は万能です（女子）
- ぐんまちゃん（アリンコージョA、宇宙アリンコージョ）

2022年
- その着せ替え人形は恋をする（2022年 - 2025年、五条美織、ナレーション、九星波のコスプレイヤー） - 2シリーズ
- スローループ（山崎）

2023年
- ゴー!ゴー!びーくるずー（ミミィ、くまの先生、もぐら）
- ゾン100〜ゾンビになるまでにしたい100のこと〜（くるみ）
- レベル1だけどユニークスキルで最強です（男の子）

2024年
- らんま1/2 (2024)（のりこ）

### 劇場アニメ
2009年
- 仏陀再誕－The REBIRTH of BUDDHA
- ONE PIECE FILM STRONG WORLD

2014年
- 劇場版 アイカツ!（姫里マリア）
- 劇場版 ゆうとくんがいく（カルメン）

2016年
- アイカツ! 〜ねらわれた魔法のアイカツ!カード〜（姫里マリア）

2017年
- ひるね姫 〜知らないワタシの物語〜（チコ）
- 映画 妖怪ウォッチ シャドウサイド 鬼王の復活（男の子）

2023年
- 劇場版 Collar×Malice -deep cover- - 前後編

### OVA
- 食パンミミー 焼きたて編（2011年、プチトマちゃん[26]）
- 幻影ヲ駆ケル太陽（2013年、少女A）

### Webアニメ
- アイカツオンパレード！ドリームストーリー（2020年、姫里マリア[27]）
- 攻殻機動隊 SAC_2045（2020年、顔無し）
- ヴァンパイア・イン・ザ・ガーデン （2022年、パメラ）

### ゲーム
2008年
- サナトリウムサンクタム〜さなさな〜波の彼方の君へ（比奈・ヴァンデンブルック）

2011年
- 機動戦士ガンダム オンライン（女性パイロット1）
- スーパー戦隊バトル レンジャークロス（ゴセイピンク、ゴーオンイエロー）
- テイルズ オブ ザ ワールド レディアント マイソロジー3（ヒーローズボイス）

2013年
- アイカツ! 2人のmy princess（姫里マリア）
- CONCEPTIONII 七星の導きとマズルの悪夢（ササミ）
- 幻獣姫 モンスタープリンセス（ゼウス、乙姫）
- シノビナイトメア（ハツメ）
- 青春姫SCHOOL PRINCESS（萩原ちなみ）
- テリア・サーガ（スズネ、ニックス）
- 刻のイシュタリア（ヴェンヌ）
- Devil Maker Tokyo（ナターシャ）
- 必殺仕事人〜お仕置きコレクション〜（弓野佳織）
- 百年戦記 ユーロ・ヒストリア（ジャンヌ 他）
- 魔法少女大戦 ロックオン（魔法少女マリーナ）
- 明治東亰恋伽（妙子）

2014年
- アイカツ!（姫里マリア）（アーケードゲーム、2014シリーズ第3弾から）
- アイカツ! 365日のアイドルデイズ（姫里マリア）
- スクールガールストライカーズ（不知火ハヅキ）
- ハナヤマタ よさこいLIVE!（シキヨ）
- 不思議の幻想郷3（モブ河童A）
- 魔法少女大戦 ZANBATSU（イザナギダイオウ）

2015年
- アイカツ! My No.1 Stage!（姫里マリア）
- アイドル事変（清遠乙女）
- クルセイダークエスト（ショコラ）
- 不思議の幻想郷 -THE TOWER OF DESIRE-（モブ河童A）

2016年
- アイカツ! フォトonステージ!!（姫里マリア）
- クイズRPG 魔法使いと黒猫のウィズ（2016年 - 2018年、アーモンドピーク、ヘルミオ・チャニング）
- 白猫プロジェクト（アーモンドピーク）
- 政剣マニフェスティア（ミッシェル・ムツ）
- 誰ガ為のアルケミスト（メリア）
- バンドやろうぜ!

2017年
- スクールガールストライカーズ トゥインクルメロディーズ（不知火ハヅキ）
- アクセル・ワールド VS ソードアート・オンライン 千年の黄昏
- ベイブレードバースト ゴッド（アーサー・ロレンス）
- ブラッククローバー グリモワールバトル（ドミナント・コード）

2018年
- ファントム オブ キル（ピサール・D.plug・サマエル）

2019年
- 不思議の幻想郷 -ロータスラビリンス-（摩多羅隠岐奈 他）
- モンスターストライク（2019年 - 2024年、グラバー、ネクタル）

2020年
- 絵師神の絆（キキモラ）

2024年
- 不思議の幻想郷 -FORESIGHT-（摩多羅隠岐奈）

### ドラマCD
2009年
- いちばんうしろの大魔王 Vol1（女子生徒）
- "続" 淑女養成CD ―執事が貴女にマナーをお教え致します―（メアリ）

2010年
- あにゃまる探偵キルミンずぅ アソートCD（1）（生徒C）
- あにゃまる探偵キルミンずぅ アソートCD（2）（会社員）

2012年
- マンガで分かる心療内科（どこかの娘、店員）（単行本第7巻初回購入者実費頒布品）

2013年
- 2.5次元どらま あうとぶれいく!（岡宮里子）※『2.5次元てれび』によるドラマCD。コミックマーケット85にて販売された。

2018年
- スクールガールストライカーズ 〜トゥインクルメロディーズ〜 Melody Collection ボイスドラマ（不知火ハヅキ）
- TVアニメ/データカードダス『アイカツ!』&『アイカツスターズ!』スペシャルドラマCD（姫里マリア）

### 吹き替え
- エイリにゃん（フラーグル）
- ラストワールド（ウタミ）
- ヴァンパイアアカデミー（ナタリー）
- ジェリージャム（ミナ

### ラジオ
- がちヨミ!デコよみ!?（ラジオ大阪．第1回：2011年8月5日、第5回ほか）

### ラジオドラマ
- 青山二丁目劇場（文化放送）
  - ヤマの神様（今野静香）（2010年5月28日）[42]
  - ラストインタビュー（宮沢はるか）（2010年6月21日）
  - 三丁目の夕日〜冬編〜　牡丹雪（女の子）（2011年2月14日）
- NISSAN あ、安部礼司〜BEYOND THE AVERAGE 第377回「おい、安部礼司! 飯野はまだ本気、出してないのか!?」（獅子唐じゅん）（TOKYO FMほか37局．2013年6月30日）
- マギカルト（ラジオ関西）[43]
  - 芸術祭編（流ボタン）（2021年1月2日 - 3月27日）
  - season3ライバル編（流ボタン）（2022年1月1日 - ）

### モーションコミック
- J:COM オン デマンド・ビデオパス モーションコミック ひるなかの流星（2014年、与謝野すずめ[44]）
- J:COM オン デマンド・ビデオパス モーションコミック ちとせetc.（2014年、金城ちとせ[44]）
- J:COM オン デマンド・ビデオパス モーションコミック ハツカレ（2014年、ちひろ[44]）

### テレビ
- スーパーなわとびすと選手権（ナレーション）（JCNマイテレビ、JCN八王子、JCN武蔵野三鷹、JCN中野）
- チエクラーベ（顔出し出演）（フジテレビ．2010年10月4日）[45]
- SUPER SURPRISE うんちくクン（アルパカちゃん）キャラクターナレーション（日本テレビ．2010年1月15日 - 3月12日）
- ネゴミッション〜東京と山陰のご縁を探せ〜（因幡の白兎 役）（山陰中央テレビ（島根・鳥取ローカル）．2012年12月31日）
- MAG・ネットリターンズ SP 真夏の復活祭！inアキバ（ナレーション）（NHK総合テレビ．2013年8月19日）

### ボイスオーバー
- 世界の果てまでイッテQ!（日本テレビ系）
- 不可思議探偵団（日本テレビ系）
- 魔女たちの22時（日本テレビ系）
- 涙のツボ?私は必ずコレで泣いてしまう!?（ABCテレビ・テレビ朝日系）
- 大塚愛 中学生に贈る"愛"のうた（NHK総合テレビ．2010年10月2日）

### TVCM
- 株式会社レコチョク「レコチョク」（ナレーション）
- 玉川衛材株式会社「フィッティ」マスク（たまくまちゃん）

### インターネットテレビ
- 2.5次元てれび（てれび子〈仮〉、ナレーション、顔出し）（第4回：2012年8月9日 - 第37回（最終回）：2013年12月26日）
- 2.5次元あうと（てれび子〈仮〉、ナレーション、顔出し）（第1回：2013年2月7日 - 第25回（最終回）：12月19日）
- こちら娘島高等学校ほーそお部（榎本かなで）（第1回：2014年3月24日 - ）[46]

### 広報用DVD
- 東京都議会「都議会と私たち―ホープ博士に会いに行こう！」（ドリー）（2010年）[47]

### 朗読劇
- ボイスハート 第3回公演 朗読劇「ちょっといいはなし」（2011年2月6日．昼夕2公演．【場所】放送表現教育センター）[48]
- ボイスハート 第4回公演 朗読劇「それぞれの想い」（2011年9月4日．昼夕2公演．【場所】放送表現教育センター）[49]

### ライブ
- まほろばRecords present. Music Summit Vol.38（2012年4月30日．【場所】渋谷O-Crest）
- まほろばRecords present. Music Summit Vol.39（2012年4月30日．【場所】渋谷Womb）

　＊両公演とも声優の笠井瑠美とのユニット「Chocolate Classic」で出演

### モデル
- 『保育のひろば』2009年5月号、2009年11月号、メイト（顔出し）
- COSMIC FORGE［著］ 拓［イラスト・コミック］ 『リア充ごはん』 ワニブックス、2013年3月、ISBN 978-4-8470-9145-2（ハンドモデル）
- COSMIC FORGE［著］ ぷちでびる［イラスト］ 『Happy Pillow』 COSMIC FORGE、2013年8月（顔出し）

### その他コンテンツ
- 声優チャット

## ディスコグラフィ

### キャラクターソング
| 発売日  | 商品名                                                                            | 歌 | 楽曲                   | 備考                                                                      |
| 2018年  | 2018年                                                                            | 2018年 | 2018年                 | 2018年                                                                    |
| ------- | --------------------------------------------------------------------------------- | --- | ---------------------- | ------------------------------------------------------------------------- |
| 1月24日 | スクールガールストライカーズ 〜トゥインクルメロディーズ〜 Melody Collection       | ココナッツ・ベガ | 「サテライト・ラブ」   | ゲーム『スクールガールストライカーズ 〜トゥインクルメロディーズ〜』関連曲 |
| 1月31日 | YOU ARE THE WINNER                                                                | プレミアムピーク | 「YOU ARE THE WINNER」 | ゲーム『白猫テニス』関連曲                                                |
| 8月17日 | スクールガールストライカーズ 〜トゥインクルメロディーズ〜 Melody Collection Vol.2 | ココナッツ・ベガ | 「Mystic Girl」        | ゲーム『スクールガールストライカーズ 〜トゥインクルメロディーズ〜』関連曲 |
| 8月17日 | スクールガールストライカーズ 〜トゥインクルメロディーズ〜 Melody Collection Vol.2 | 桐原香澄（宮崎珠子）、不知火ハヅキ（富岡美沙子）                                                                         | 「Make A Wish」        | ゲーム『スクールガールストライカーズ 〜トゥインクルメロディーズ〜』関連曲 |
| 8月17日 | スクールガールストライカーズ 〜トゥインクルメロディーズ〜 Melody Collection Vol.2 | 篠宮明佳里（富永美杜）、美山椿芽（石原夏織）、杏橋天音（伊瀬茉莉也）、不知火ハヅキ（富岡美沙子）、緋ノ宮二穂（木戸衣吹） | 「もしもの私」         | ゲーム『スクールガールストライカーズ 〜トゥインクルメロディーズ〜』関連曲 |